# Claudia Pasquale
Claudia Pasquale, née le 22 mai 1963, est une joueuse de tennis suisse, professionnelle entre 1981 et 1984.
Elle a notamment atteint les huitièmes de finale à Wimbledon en 1981. Exemptée du premier tour, elle bat tout d'abord Kathy Rinaldi (3-6, 6-0, 6-0), puis Dianne Fromholtz (3-6, 6-2, 7-5) avant d'abdiquer contre la n°1 mondiale Chris Evert (6-0, 6-0).
Elle a été sélectionnée en Coupe de la Fédération en 1981 et a joué un match en demi-finale contre Andrea Jaeger, perdu sur le score de 6-2, 6-1.

## Palmarès

### Titre en simple dames
Aucun

### Finale en simple dames
Aucune

### Titre en double dames
Aucun

### Finale en double dames
Aucune

## Parcours en Grand Chelem

### En simple dames
| Année | Open d'Australie (janvier) | Open d'Australie (janvier) | Internationaux de France | Internationaux de France | Wimbledon      | Wimbledon        | US Open         | US Open      | Open d'Australie (décembre) | Open d'Australie (décembre) |
| ----- | -------------------------- | -------------------------- | ------------------------ | ------------------------ | -------------- | ---------------- | --------------- | ------------ | --------------------------- | --------------------------- |
| 1981  | n/a                        | n/a                        | -                        | -                        | 4e tour (1/8)  | Chris Evert      | 1er tour (1/64) | Anne White   | -                           | -                           |
| 1982  | n/a                        | n/a                        | 1er tour (1/64)          | Joanne Russell           | 2e tour (1/32) | Billie Jean King | 2e tour (1/32)  | Dana Gilbert | -                           | -                           |
| 1983  | n/a                        | n/a                        | 2e tour (1/32)           | Iva Budařová             | 2e tour (1/32) | Betsy Nagelsen   | -               | -            | -                           | -                           |

À droite du résultat, l’ultime adversaire.

### En double dames
N'a jamais participé à un tableau final.

### En double mixte
N'a jamais participé à un tableau final.

## Parcours en Coupe de la Fédération
| #                                                                | Date       | Lieu   | Surface      | Gagnante(s)      | Perdante(s)         | Score         |          |
|                                                                  |            |        |              |                  |                     |               |          |
| 1979 - 1/4 de finale (groupe mondial) - URSS - Suisse - 2 : 1    |            |        |              |                  |                     |               |          |
| 1                                                                | 30/04/1979 | Madrid | Terre (ext.) | Natasha Chmyreva | Claudia Pasquale    | 6-1, 3-6, 6-3 | Parcours |
|                                                                  |            |        |              |                  |                     |               |          |
| 1981 - 1er tour (groupe mondial) - Grèce - Suisse - 0 : 3        |            |        |              |                  |                     |               |          |
| 2                                                                | 09/11/1981 | Tokyo  | Terre (ext.) | Claudia Pasquale | Denise Panagopoulou | 6-0, 6-1      | Parcours |
|                                                                  |            |        |              |                  |                     |               |          |
| 1981 - 1/2 finale (groupe mondial) - États-Unis - Suisse - 3 : 0 |            |        |              |                  |                     |               |          |
| 3                                                                | 09/11/1981 | Tokyo  | Terre (ext.) | Andrea Jaeger    | Claudia Pasquale    | 6-2, 6-1      | Parcours |

## Classements WTA

### Classements en simple en fin de saison
| Année | 1981 | 1982 | 1983 |
| Rang  | 107  | 80   | 137  |

Source : (en) « Classements de Claudia Pasquale », sur le site officiel du WTA Tour